# 基希萨尔
基希萨尔是德国莱茵兰-普法尔茨州的一个市镇。总面积6.10平方公里，总人口389人，其中男性207人，女性182人（2011年12月31日），人口密度64人/平方公里。